# Zebra horská
Zebra horská (Equus zebra) je velký lichokopytník z čeledi koňovitých (Equidae) rozšířený v horách a výše položených oblastech v jihozápadní Africe. Nazývá se také zebra obecná. Jsou známé dva poddruhy – Equus zebra hartmannae a Equus zebra zebra.

## Život
Zebry horské jsou velmi dobře přizpůsobeny k pohybu v hornatých oblastech. Žijí v menších stádech, které vede jeden samec. S ním jsou tu samice, jichž může být až 6, a jejich potomci. Někdy se stane, že se smíchají dohromady se stády jiného druhu, např. antilop. Ty je využívají jako varovný signál před predátorem. Mladí samci tvoří nová stáda tak, že odvedou několik samic ze svého původního.

## Rozmnožování
Samice přichází do říje i několikrát za rok. Samec samici dráždí a když rozkročí nohy, znamená to, že může započít páření. Samice poté asi rok nosí mládě. Hodinu po porodu se mládě umí postavit na nohy.

## Potrava
Živí se převážně trávou, ale i kůrou stromů, pupeny a plody ovocných stromů.

## Rozšíření
Žije v kopcovitých a hornatých oblastech Angoly, Namibie a Jihoafrické republiky.

## Rozměry
Výška v kohoutku u nich dosahuje zhruba 1,2 až 1,3 m. A 2,2 m jsou dlouzí. Mohou vážit až 365 kg.